# Inge Bödding
Inge Bödding (născută Eckhoff; n. 29 martie 1947, Hamburg, Germania sub ocupație aliată) este o atletă germană, medaliată olimpică. A participat la o ediție a Jocurilor Olimpice (1972) în care a câștigat o medalie de bronz la 4x400 m.

## Palmares
| An   | Competiție                   | Locație                   | Loc | Eveniment | Note    |
| ---- | ---------------------------- | ------------------------- | --- | --------- | ------- |
| 1969 | Campionatul European         | Atena, Grecia             | 3   | 4x400 m   | 3:32,7  |
| 1971 | Campionatul European în sală | Sofia, Bulgaria           | 2   | 400 m     | 54,3    |
| 1971 | Campionatul European         | Helsinki, Finlanda        | 2   | 400 m     | 52,90   |
| 1971 | Campionatul European         | Helsinki, Finlanda        | 2   | 4x400 m   | 3:33,04 |
| 1972 | Campionatul European în sală | Grenoble, Franța          | 2   | 400 m     | 54,60   |
| 1972 | Campionatul European în sală | Grenoble, Franța          | 1   | 4x360 m   | 3:10,85 |
| 1972 | Jocurile Olimpice            | München, Germania de Vest | 3   | 4x400 m   | 3:26,51 |